# 452 f.Kr.

## Händelser

### Efter plats

#### Romerska republiken
- T. Menenius Lanatus P. och Sestius Capitolinus Vaticanus är årets konsuler i romerska republiken.